# Мултеду (Сасари)
Мултеду је насеље у Италији у округу Сасари, региону Сардинија.
Према процени из 2011. у насељу је живело 50 становника. Насеље се налази на надморској висини од 183 м.